# Club de Deportes Ovalle
Club de Deportes Ovalle är en klubb från staden Ovalle, som ligger i regionen Coquimbo i Chile, och grundades 1963. Klubben spelade i den högsta divisionen under åren 1976 och 1977. Deportes Ovalle har dessutom kommit tvåa i Copa Chile, detta säsongen 2008/2009, där man förlorade finalen mot Universidad de Concepción med 2-1. Finalen spelades i Coquimbo.